# Ču Süe-fan
Ču Süe-fan (čínsky pchin-jinem Zhū Xuéfàn, znaky zjednodušené 朱学范; 12. června 1905 — 17. ledna 1996) byl čínský odborář a politik. Ve 20. a 30. letech působil v odborech v Šanghaji, v letech 1939–1947 vedl Čínskou odborovou asociaci, odbory působící na území kuomintangské vlády. Roku 1948 patřil mezi zakladatele Revolučního výboru čínského Kuomintangu, jedné z menších politických stran Čínské lidové republiky a podílel se na vedení Všečínské federace odborů jako místopředseda výkonného výboru federace v letech 1948–1966. V Čínské lidové republice zastával funkci ministra pošt a telekomunikací (1949–1967). Během kulturní revoluce byl vězněn, koncem 70. let se vrátil k veřejné činnosti jako místopředseda výkonného výboru Všečínské federace odborů (1978–1983), místopředseda (1979–1987) a předseda (1987–1989) ústředního výboru Revolučního výboru čínského Kuomintangu a místopředseda stálého výboru Všečínského shromáždění lidových zástupců (1981–1993).

## Život
Ču Süe-fan se narodil 12. června 1905 v Šanghaji. Pracoval od sedmnácti let, od roku 1924 na šanghajské poště, kde vstoupil do odborů. Roku 1928 se stal členem Kuomintangu a dál se věnoval práci v odborech. Od roku 1933 vedl šanghajské odbory, roku 1934 kuomintangskou vládou legalizované a byl i členem vedení odborového svazu poštovních zaměstnanců, podílel se na organizaci hnutí protijaponského odporu. V letech 1939–1947 předsedal Čínské odborové asociaci (založené roku 1935), odborech působících na územích pod kuomintangskou vládou.
Roku 1946 se vedení čchungčchingských odporů a kuomintangské úřady postavili proti levému křídlu Čínské odborové asociace včetně Ču Süe-fana, desítky jehož spolupracovníků byly zatčeny. Ču odešel do Hongkongu, začátkem roku 1948 podílel se na založení Revolučního výboru čínského Kuomintangu, vzniklého z levého křídla Kuomintangu, a byl zvolen do jeho vedení. Přešel na komunistická území a zapojil se do práce tamních odborů. Na sjezdu v srpnu 1948 byl zvolen jedním ze tří místopředsedů výkonného výboru Všečínské federace odborů (místopředsedou zůstal do roku 1966), podílel se na organizaci odborového svazu poštovních zaměstnanců. Po vzniku Čínské lidové republiky byl jmenován ministrem pošt a telekomunikací a stal i členem finančního a ekonomického výboru ústřední lidové vlády. S ustavením Všečínského shromáždění lidových zástupců roku 1954 byl zvolen jeho poslancem, současně byl zvolen i členem stálého výboru celostátního výboru Čínského lidového politického poradního shromáždění.
Během kulturní revoluce byl odvolán z funkcí a úřadů a roku 1968 zatčen a obviněn z kontrarevoluční činnosti. Roku 1975 byl poslán na venkov v provincii Chu-pej, ale téhož roku zásluhou Čou En-laje se mohl vrátit na léčení do Pekingu. K veřejné činnosti se vrátil roku 1978, kdy byl v únoru opět zvolen poslancem a členem stálého výboru Všečínského shromáždění lidových zástupců a v říjnu na sjezdu Všečínské federace odborů, obnovené po kulturní revoluci, se opět stal místopředsedou federace (do roku 1983). V říjnu 1979 byl zvolen místopředsedou ústředního výboru Revolučního výboru čínského Kuomintangu a v prosinci 1981 povýšil na místopředsedu stálého výboru Všečínského shromáždění lidových zástupců (znovuzvolen roku 1983 a 1988, ve funkci do roku 1993). V prosinci 1987 byl pak namísto Čchü Wua zvolen předsedou ústředního výboru Revolučního výboru čínského Kuomintangu, ve funkci zůstal do prosince 1992, kdy ho nahradil Li Pchej-jao.
Zemřel v Pekingu 17. ledna 1996, pohřben je v Šanghaji.